# Mansio

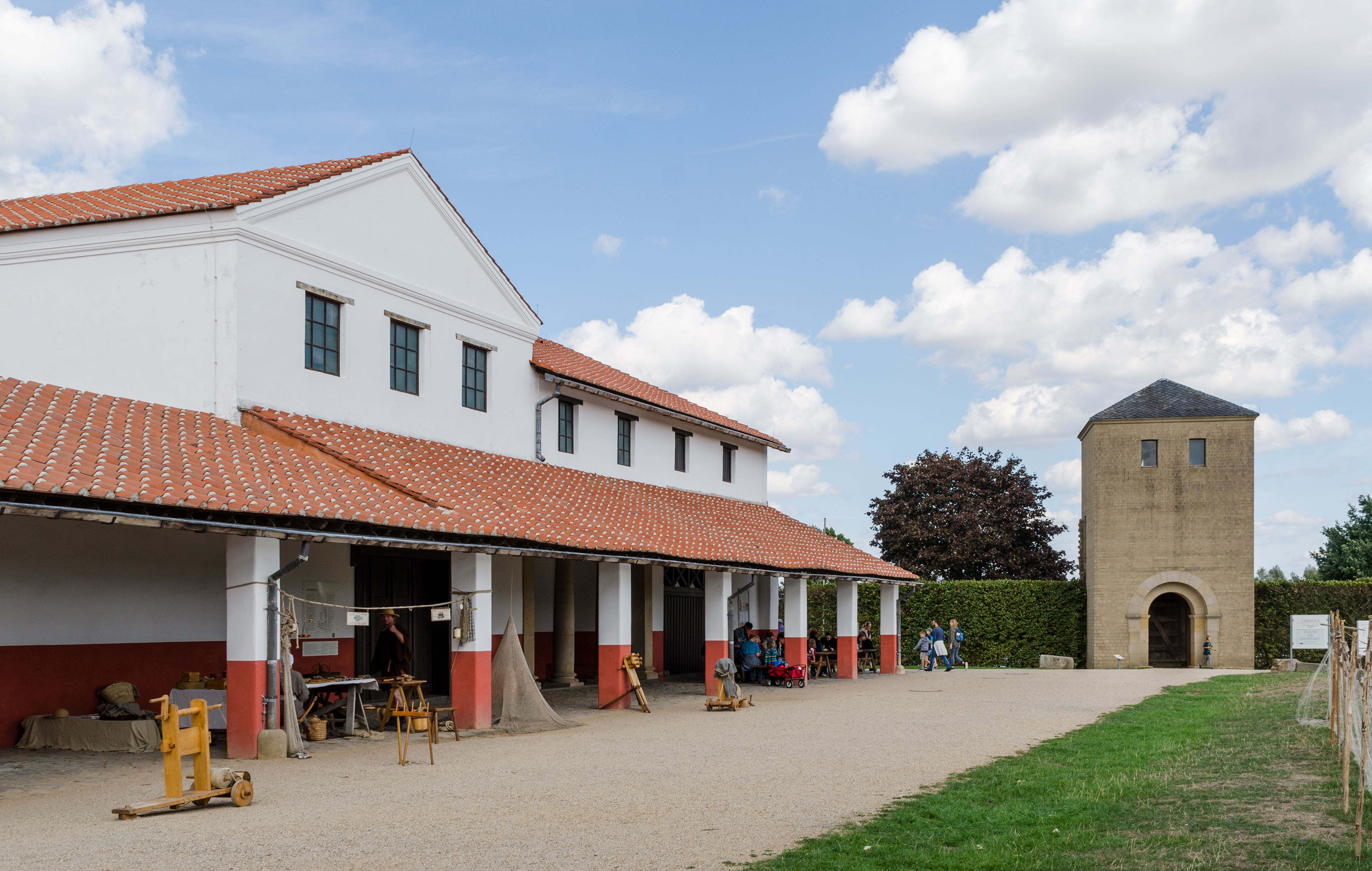
Rekonstruktionsbau der römischen Herberge in der Colonia Ulpia Traiana

Die Mansio (lat. Rast, Aufenthalt, Aufenthaltsort) war ein Rastplatz oder eine Herberge in der römischen Antike.

## Begriff
Der Begriff stammt vom Verb manere („bleiben“) ab und bezeichnete im 1. Jh. v. Chr. einen Aufenthalt/Rast entlang eines Weges. Der Begriff geht in der frühen Kaiserzeit auf den Rastplatz, den Aufenthaltsraum bzw. das Gebäude über.
Da man an einem Tag gewöhnlich von mansio zu mansio reiste, hatte der Begriff auch die Bedeutung „räumliche und zeitliche Distanz“,
„Strecke“ oder „Tagesreise“. Schließlich wurden Rast- und Wechselstationen des cursus publicus, die entlang einer römischen via publica in regelmäßigen Abständen zu finden waren, seit dem Beginn des 4. Jhs. n. Chr. als mansio oder mutatio bezeichnet.
Der Terminus benennt sowohl das Rasthaus an sich, als auch ist er Sammelbegriff für die einzelnen Gebäude der Station (Rasthaus, Straßenposten, Stallungen, Bad, Handwerksbetriebe usw.). Vom 1. bis zum 3. Jh. n. Chr. tauchen in den Quellen andere Begriffe für die mansio auf: taberna, praetorium, deversorium oder stabulum. Erst im 333 n. Chr. entstandenen Itinerarium Burdigalense findet man die mansio häufig neben mutatio („Pferdewechsel“) und civitas erwähnt.
Aus „mansio“ sind das französische Wort „maison“ (Haus, Heim) und das spanische Wort „mansión“ (Villa) hervorgegangen; über das Altfranzösische gelangte das Wort auch in die englische Sprache („mansion“, „manse“).

## Entstehung

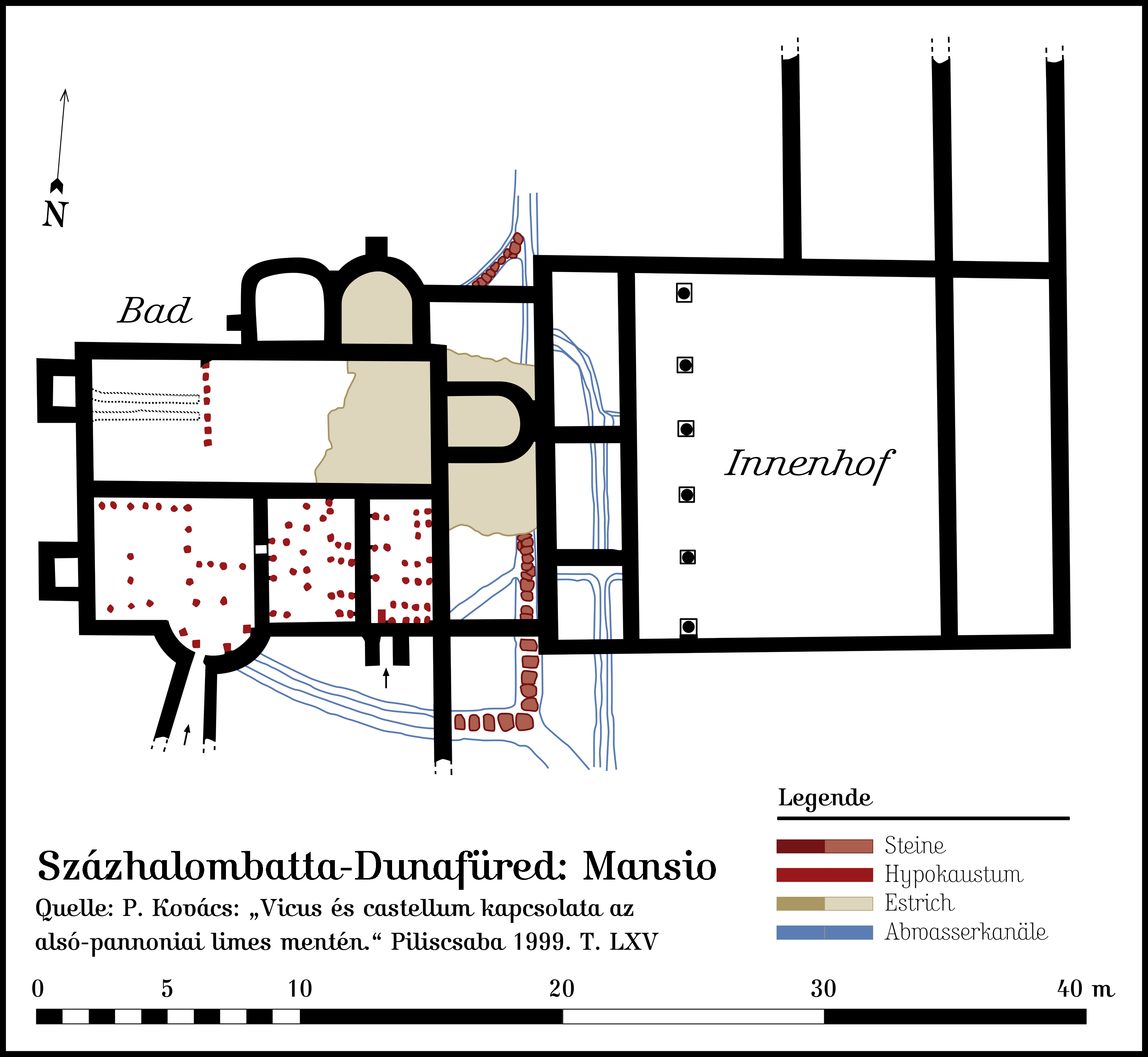
Die Mansio im Lagerdorf des Kastells Százhalombatta-Dunafüred (Matrica), Ungarn.

Die Errichtung von Straßenstationen in regelmäßigen Intervallen entlang der wichtigsten römischen Verkehrswege geht auf die Neuorganisation der cura viarum durch Augustus im Jahr 20 v. Chr. zurück. Der erste Kaiser ließ entlang der Hauptstraßen des Reiches in gleichmäßigen Abständen junge Leute, später Wagen für Kuriere bereitstellen, um Informationen und Nachrichten zwischen den Provinzen und Rom schneller übermitteln zu können. Dies war die Geburtsstunde des cursus publicus.
Die Römer folgten damit letztlich dem Vorbild der persischen Staatspost, die im 5. Jh. v. Chr. von Herodot beschrieben wurde: Auf der Persischen Königsstraße zwischen Sardeis und Susa befanden sich in regelmäßigen Abständen insgesamt 111 σταθμοί (Stathmoi, davon leitet sich auch der lateinische und moderne Begriff „Station“ ab), an denen Männer und Pferde zum schnellen Nachrichtentransport bereitstanden. In römischer Zeit wurden ungefähr alle fünfzehn Kilometer Pferdewechselstationen (mutationes) und etwa alle vierzig Kilometer (= eine Tagesetappe) Rasthäuser (mansiones) errichtet.

## Aufbau und Personal
Mansiones bestanden aus verschiedenen Gebäudekomplexen, wie aus einer severischen Inschrift aus dem thrakischen Pizos hervorgeht: Neben einem Wachposten mit Stationssoldaten (milites stationarii) ist von Rasthäusern (praetoria), Bädern (balnea) und von Spanndiensten (angaria) für den staatlichen Postverkehr die Rede.
Das eigentliche Rasthaus ist anhand zahlreicher Grabungsbefunde relativ einfach zu charakterisieren: Über eine breite Einfahrt gelangt man in den Hof einer U-förmigen Anlage, die meist aus Ställen und Wagenabstellplätzen, sowie Ess- und Gästezimmern besteht.
Der Vorsteher einer mansio war der manceps bzw. der praepositus mansionis. Er war meistens ausgedienter Offizier oder stammte aus dem Kreis der lokalen Dekurionen, also der politischen Führungsschicht der nächsten Stadt. Seine Dienstzeit betrug fünf Jahre, in der Spätantike war es für ihn strafbar, sich mehr als dreißig Tage von der Straßenstation (statio) zu entfernen.
In einer Station durchschnittlicher Größe arbeiteten etwa 16–18 Personen: Die hippocomi und muliones kümmerten sich um die durchschnittlich ca. 40 Zug- und Reittiere, die unter genauen Auflagen zur Weiterreise bis zum nächsten Rasthaus zur Verfügung standen. Daneben gab es z. B. noch carpentarii (Wagner) und andere Aushilfskräfte.

## Wachposten
Wachposten fanden sich nicht in jeder Straßenstation, sondern nur an wichtigen Knotenpunkten oder Zollgrenzen. Sie lassen sich bisher nicht durch archäologische, sondern nur durch epigraphische Quellen nachweisen, die im Umfeld von Straßenstationen gefunden wurden.
In den Wachposten waren neben den milites stationarii vor allem beneficiarii im Dienst. Benefiziarier waren Unteroffiziere aus dem Stab des Statthalters, die sich seit vespasianischer Zeit (69–79 n. Chr.) inschriftlich bei Straßenstationen nachweisen lassen. Sie absolvierten einen sechs Monate dauernden Dienst in einer Station, bevor sie entweder zu einem anderen Straßenposten abkommandiert oder für eine weitere Dienstzeit bestätigt wurden.
Die ältere Literatur deutete sie vor allem als Gendarmerie und Straßenpolizei des Statthalters, heute bringt man sie aber auch mit Finanz- (Steuer, Zoll) und Justizaufgaben in Verbindung, da z. B. in den Raststationen des cursus publicus seit dem Ende des 2. Jhs. n. Chr. häufig die annona militaris und die annona civica (jährliche Naturalsteuern) eingesammelt wurden.

## Siedlungen
In ländlichen Gebieten der Provinzen gaben mansiones häufig den Anstoß zur Entstehung von Siedlungen, die sich in der Nähe dieser wirtschaftlich interessanten Anlagen bildeten. Die Raststation selbst scheint hingegen häufig eher am Rande des bewohnten Areals zu liegen. Dies gilt besonders für Städte, in denen häufig das Befahren von Stadtstraßen mit Wagen tagsüber verboten war. So z. B. in Rom durch die lex Iulia municipalis oder in Aquae Sextiae (Aix en Provence).
Die Raststationen liegen somit meist in der Nähe der Stadttore, wie z. B. in Pompeji am Stabianer und Herculaner Tor oder in Augusta Raurica (Kaiseraugst bei Basel).

## Sonstiges
Heute findet sich der Begriff mansio noch in dem Spruch der Sternsinger in Süd- und Mitteldeutschland, die die Zeichen C M B mit Jahreszahl an die besuchten Häuser schreiben. Es bedeutet ausgeschrieben „Christus Mansionem Benedicat“ (lateinisch für Christus segne dieses Haus).